# 2024年の映画
2024年の映画（2024ねんのえいが）では、2024年（令和6年）の映画分野の出来事（動向）について記述する。
2023年の映画 - 2024年の映画 - 2025年の映画

## 出来事

### 世界
- 1月7日 - 第81回ゴールデングローブ賞[1][2]
- 2月18日 - 第77回英国アカデミー賞[3][4]
- 2月24日 - 第74回ベルリン国際映画祭・金熊賞[5][6]
- 3月10日 - 第96回アカデミー賞[7][8]
- 5月3日 -  イタリアで開催された「第26回ウディネ・ファーイースト映画祭」で、白石和彌監督、草彅剛主演の時代劇『碁盤斬り』が批評家賞「ブラック・ドラゴン賞」を受賞[9][10]。
- 5月25日 - 第77回カンヌ国際映画祭[11]

### 日本
- 3月8日 - 第47回日本アカデミー賞の授賞式が東京都内で行われ、作品賞に『ゴジラ-1.0』（山崎貴監督）、主演男優賞に役所広司、主演女優賞に安藤サクラがそれぞれ受賞した[12]。
- 5月28日 - 松竹はこの日開催の定時株主総会及び取締役会の決議を経て、取締役名誉会長の大谷信義が取締役を退任。名誉会長職は継続する。取締役の退任は4月25日に同社から発表された[13]。

## 周年
- 1月
  - 1月10日 - コロンビア ピクチャーズが創立100周年を迎える。
- 4月
  - 4月10日 - メトロ・ゴールドウィン・メイヤーが創立100周年を迎える。
- 11月
  - 11月3日 - ゴジラが生誕70周年を迎える[注 1]。

## 全世界興行収入ランキング
| 順位 | 題名(邦題/原題)                                            | 配給         | 製作国         | 興行収入       |
| ---- | ---------------------------------------------------------- | ------------ | -------------- | -------------- |
| 1    | インサイド・ヘッド2 Inside Out 2                           | ディズニー   | アメリカ合衆国 | 16億9886万ドル |
| 2    | デッドプール&ウルヴァリン Deadpool & Wolverine             | ディズニー   | アメリカ合衆国 | 13億3807万ドル |
| 3    | モアナと伝説の海2 Moana 2                                  | ディズニー   | アメリカ合衆国 | 10億4420万ドル |
| 4    | 怪盗グルーのミニオン超変身 Despicable Me 4                 | ユニバーサル | アメリカ合衆国 | 9億6913万ドル  |
| 5    | ウィキッド ふたりの魔女 Wicked                             | ユニバーサル | アメリカ合衆国 | 7億2339万ドル  |
| 6    | デューン 砂の惑星PART2 Dune: Part Two                      | ワーナー     | アメリカ合衆国 | 7億1444万ドル  |
| 7    | ライオン・キング:ムファサ Mufasa: The Lion King            | ディズニー   | アメリカ合衆国 | 6億7255万ドル  |
| 8    | ゴジラxコング 新たなる帝国 Godzilla x Kong: The New Empire | ワーナー     | アメリカ合衆国 | 5億7185万ドル  |
| 9    | カンフー・パンダ 4 伝説のマスター降臨 Kung Fu Panda 4      | ユニバーサル | アメリカ合衆国 | 5億4769万ドル  |
| 10   | YOLO 百元の恋 热辣滚烫                                     | 中国電影集団 | 中国           | 4億7960万ドル  |

出典:“2024 Worldwide Box Office”. Box Office Mojo. 2025年2月2日閲覧。
　　 “The Number 2024年世界興行収入ランキング”. 2025年2月13日閲覧。

## 各大陸、各国ランキング

### アメリカ合衆国興行収入ランキング
| 順位 | 題名(邦題/原題)                                           | 配給         | 興行収入      |
| ---- | --------------------------------------------------------- | ------------ | ------------- |
| 1    | インサイド・ヘッド2 Inside Out 2                          | ディズニー   | 6億5298万ドル |
| 2    | デッドプール&ウルヴァリン Deadpool & Wolverine            | ディズニー   | 6億3675万ドル |
| 3    | ウィキッド ふたりの魔女 Wicked                            | ユニバーサル | 4億6966万ドル |
| 4    | モアナと伝説の海2 Moana 2                                 | ディズニー   | 4億5106万ドル |
| 5    | 怪盗グルーのミニオン超変身 Despicable Me 4                | ユニバーサル | 3億6100万ドル |
| 6    | ビートルジュース ビートルジュース Beetlejuice Beetlejuice | ワーナー     | 2億9410万ドル |
| 7    | デューン 砂の惑星PART2 Dune: Part Two                     | ワーナー     | 2億8214万ドル |
| 8    | ツイスターズ Twisters                                     | ユニバーサル | 2億6776万ドル |
| 9    | ソニック×シャドウ TOKYO MISSION Sonic The Hedgehog 3      | パラマウント | 2億2799万ドル |
| 10   | ライオン・キング:ムファサ Mufasa: The Lion King           | ディズニー   | 2億2340万ドル |

出典:“Domestic Box Office For 2024”. Box Office Mojo. 2025年2月2日閲覧。

### 日本興行収入ランキング
| 順位 | 題名                                   | 配給                                         | 製作国         | 興行収入  |
| ---- | -------------------------------------- | -------------------------------------------- | -------------- | --------- |
| 1    | 名探偵コナン 100万ドルの五稜星         | 東宝                                         | 日本           | 158.0億円 |
| 2    | 劇場版ハイキュー!! ゴミ捨て場の決戦    | 東宝                                         | 日本           | 116.4億円 |
| 3    | キングダム 大将軍の帰還                | 東宝/ソニー・ピクチャーズ エンタテインメント | 日本           | 080.3億円 |
| 4    | 劇場版 SPY×FAMILY CODE: White          | 東宝                                         | 日本           | 063.2億円 |
| 5    | ラストマイル                           | 東宝                                         | 日本           | 059.6億円 |
| 6    | 機動戦士ガンダムSEED FREEDOM           | 松竹/バンダイナムコフィルムワークス          | 日本           | 053.8億円 |
| 7    | インサイド・ヘッド2                    | ディズニー                                   | アメリカ合衆国 | 053.6億円 |
| 8    | 変な家                                 | 東宝                                         | 日本           | 050.7億円 |
| 9    | あの花が咲く丘で、君とまた出会えたら。 | 松竹                                         | 日本           | 045.4億円 |
| 10   | 怪盗グルーのミニオン超変身             | 東宝東和                                     | アメリカ合衆国 | 045.3億円 |

出典:2024年興行収入10億円以上番組 (PDF) - 日本映画製作者連盟

## 日本の映画興行
- 入場者数 1億4444万人[15]
- 興行収入 2069億8300万円[15]　- 邦画のみの興行収入は1558億円と2016年（1486億円）以来の最高記録を更新したが、洋画の興行収入が前年比7割と低迷したことで合計では前年割れの成績となった。

| 配給会社 | 本数 | 年間興行収入  | 前年対比 | 備考 |
| -------- | ---- | ------------- | -------- | --- |
| 松竹     | 22   | 193億8268万円 | 127.7%   | 『ロード・オブ・ザ・リング/王の帰還』を配給した2004年の205億円に次ぐ歴代2位の興行収入を記録した。前年12月公開の『あの花が咲く丘で、君とまた出会えたら。』（45.4億円）と1月公開の『機動戦士ガンダムSEED FREEDOM』（53.8億円）の2本が牽引した。その他の作品ではODS作品である『Mrs. GREEN APPLE // The White Lounge in CINEMA』が19億円とヒット、若年層の支持を集めたホラー映画『あのコはだぁれ?』とシニア世代の集客に成功した『九十歳。何がめでたい』も10億円超えのヒットとなった。 |
| 東宝     | 32   | 913億4126万円 | 117.9%   | 年間興行収入は2016年の852億円を超え最高記録を更新した。稼ぎ頭となる『名探偵コナン 100万ドルの五稜星』が2年連続100億円超えの大ヒットとなったほか、『劇場版ハイキュー!! ゴミ捨て場の決戦』も100億円超えのサプライズヒットとなった。アニメ作品の強さは変わらないが実写作品でも『キングダム 大将軍の帰還』は過去作の50億円台から80億円へと大きく成績を伸ばし、『ラストマイル』や『変な家』といった50億円超えのサプライズヒットも生まれた。                                            |
| 東映     | 13   | 88億837万円   | 29.8%    | 10億円超えのヒットは『帰ってきた あぶない刑事』（16.4億円）と『わんだふるぷりきゅあ!ざ・むーびー! ドキドキ♡ゲームの世界で大冒険!』（12.4億円）の2本のみであり、過去2年が歴代1位と2位という最高の記録を残しているとはいえ、前年から7割減で年間興収100億割れという厳しい年となった。大きな話題作は生まれなかったが、昨年サプライズヒットとなった『鬼太郎誕生 ゲゲゲの謎』の新バージョンである真生版を10月に公開すると再びヒットとなり累計興収は30億円を突破した。                   |
| KADOKAWA | 19   | 35億9546万円  | 265.3%   | 同社の映画配給部門は近年厳しい状況が続いていたが、年間興行収入は前年から約3倍と大きく増加し、ようやくコロナ禍前の水準を取り戻した。300館強公開のアニメ映画『劇場版 オーバーロード 聖王国編』が10億円超えのヒットとなったほか、自社製作の実写映画『マッチング』と『カラオケ行こ!』が10億円弱の成績を残し貢献した。 |

出典:『映画業界総決算2025』キネマ旬報社、2025年、18 - 29頁。

## 死去
| 日付 | 日付 | 名前                           | 出身国                   | 年齢       | 職業 |
| 1月  | 2日  | ミルクマン斉藤                 | 日本の旗                 | 60         | 映画評論家 |
| 1月  | 4日  | グリニス・ジョンズ             | イギリスの旗             | 100        | 女優 |
| 1月  | 4日  | クリスチャン・オリヴァー       | ドイツの旗               | 51         | 俳優 |
| 1月  | 4日  | 篠山紀信                       | 日本の旗                 | 83         | 写真家。 2019年小学館制作のショートムービー『イル・ノワール 黒い島』の監督を務めた経歴を持つ |
| 1月  | 4日  | デヴィッド・ソウル             | /                        | 80         | 俳優 |
| 1月  | 9日  | 宮本貞雄                       | 日本の旗                 | 86         | アニメーター |
| 1月  | 11日 | ユーリー・ソローミン           | ／                       | 88         | 俳優、芸術監督、政治家 |
| 1月  | 16日 | エスパー伊東                   | 日本の旗                 | 63         | お笑い芸人、肉体パフォーマー 俳優として『地球防衛ガールズP9』（2011年）に出演した経歴を持つ |
| 1月  | 19日 | 李斗鏞                         | 大韓民国の旗             | 81         | 映画監督 |
| 1月  | 19日 | 正司歌江                       | 日本の旗                 | 94         | 漫才師、タレント、女優 松竹映画『天下の快男児』（1966年）など俳優として映画への出演経歴を持つ |
| 1月  | 20日 | 南部虎弾                       | 日本の旗                 | 73         | お笑い芸人、肉体パフォーマー 俳優として東宝映画『影武者』（1980年）、ファントム・フィルム『いかレスラー』（2004年）に出演した経歴を持つ                                                            |
| 1月  | 20日 | ノーマン・ジュイソン           | カナダの旗               | 97         | 映画監督 |
| 1月  | 25日 | 菊地昭典                       | 日本の旗                 | 76         | 映画監督、脚本家 |
| 1月  | 27日 | 平良進                         | 日本の旗                 | 89         | 沖縄芝居役者・俳優。1999年公開の映画『ナビィの恋』などに出演 |
| 2月  | 1日  | カール・ウェザース             | アメリカ合衆国の旗       | 76         | 俳優 |
| 2月  | 2日  | ドン・マレー                   | アメリカ合衆国の旗       | 94         | 俳優 |
| 2月  | 4日  | 諶容                           | 中華人民共和国の旗       | 88         | 小説家 中国映画『人、中年に到る』（1982年）原作者 |
| 2月  | 5日  | ナムグン・ウォン               | 大韓民国の旗             | 89         | 俳優 |
| 2月  | 6日  | 山北由希夫                     | 日本の旗                 | 92         | 作詩家 東京放映製作映画『女心の唄』の同名主題歌作詩者 |
| 2月  | 8日  | 石原凡                         | 日本の旗                 | 68         | 俳優・声優 |
| 2月  | 13日 | 黒木彰一                       | 日本の旗                 | 54         | フジテレビ編成制作局 バラエティ制作センターバラエティ制作部 部長職ゼネラルプロデューサー。 2011年公開の『忌野清志郎 ナニワ・サリバン・ショー〜感度サイコー!!!〜』の企画・プロデュースを手掛ける    |
| 2月  | 16日 | 叶井俊太郎                     | 日本の旗                 | 56         | 映画プロデューサー。漫画家・倉田真由美の夫 |
| 2月  | 20日 | 山本陽子                       | 日本の旗                 | 81         | 女優 |
| 2月  | 24日 | 仲宗根美樹                     | 日本の旗                 | 79         | 歌手 1962年公開の松竹映画『川は流れる』にて主題歌を歌唱し、自らも出演した |
| 2月  | 24日 | ケネス・ミッチェル             | カナダの旗               | 97         | 映画監督 |
| 2月  | 27日 | 前田昌明                       | 日本の旗                 | 91         | 俳優、声優、ナレーター |
| 2月  | 29日 | パオロ・タヴィアーニ           | イタリアの旗             | 92         | 映画監督 |
| 3月  | 1日  | 鳥山明                         | 日本の旗                 | 68         | 漫画家 劇場版アニメ映画『ドラゴンボール』シリーズ原作者 |
| 3月  | 4日  | TARAKO                         | 日本の旗                 | 63         | 声優、ナレーター、シンガーソングライター |
| 3月  | 10日 | いのまたむつみ                 | 日本の旗                 | 63         | イラストレーター、アニメーター、漫画家 |
| 3月  | 11日 | マラキー・マッコート           | アメリカ合衆国の旗       | 92         | 俳優、作家、政治家 |
| 3月  | 14日 | 寺田農                         | 日本の旗                 | 81         | 俳優、声優 |
| 3月  | 16日 | デヴィッド・サイドラー         | イギリスの旗             | 86         | 脚本家 |
| 3月  | 19日 | M・エメット・ウォルシュ        | アメリカ合衆国の旗       | 88         | 俳優 |
| 3月  | 20日 | 坂本長利                       | 日本の旗                 | 94         | 俳優 |
| 3月  | 25日 | ポーラ・ワインスタイン         | アメリカ合衆国の旗       | 78         | 映画プロデューサー |
| 3月  | 29日 | ルイス・ゴセット・ジュニア     | アメリカ合衆国の旗       | 87         | 俳優 |
| 4月  | 8日  | 宗田理                         | 日本の旗                 | 95         | 作家。1988年公開の『ぼくらの七日間戦争』及び1991年公開の『ぼくらの七日間戦争2』作者 |
| 4月  | 10日 | O・J・シンプソン               | アメリカ合衆国の旗       | 76         | 俳優、元アメリカンフットボール選手 |
| 4月  | 11日 | 村松康雄                       | 日本の旗                 | 91         | 俳優、声優、ナレーター |
| 4月  | 12日 | エレノア・コッポラ             | アメリカ合衆国の旗       | 87         | 映画監督 |
| 4月  | 12日 | 佐川満男                       | 日本の旗                 | 84         | 歌手、俳優 |
| 4月  | 15日 | 関貴昭                         | 日本の旗                 | 54         | 俳優、声優 |
| 4月  | 16日 | ヴィンセント・フリール         | スコットランドの旗       | 64         | 俳優 |
| 4月  | 18日 | 山本圭子                       | 日本の旗                 | 83         | 声優 |
| 4月  | 21日 | フジコ・ヘミング               | [ 注 4 ]                 | 91         | ピアニスト 2000年の映画『ざわざわ下北沢』（製作；ハグポイント／配給：シネマ下北沢）にて本人役で出演した経歴を持つ                                                                                  |
| 4月  | 25日 | ローラン・カンテ               | ロシアの旗               | 63         | 映画監督 |
| 4月  | 30日 | ポール・オースター             | アメリカ合衆国の旗       | 77         | 作家、脚本家 1995年の映画『スモーク』などの脚本を手掛ける |
| 5月  | 4日  | 唐十郎                         | 日本の旗                 | 84         | 劇作家、小説家、俳優、演出家 |
| 5月  | 5日  | バーナード・ヒル               | イギリスの旗             | 79         | 俳優 |
| 5月  | 9日  | ロジャー・コーマン             | アメリカ合衆国の旗       | 98         | 映画プロデューサー、映画監督 |
| 5月  | 11日 | スーザン・バックリニー         | アメリカ合衆国の旗       | 77         | 女優 |
| 5月  | 12日 | マーク・ダモン                 | アメリカ合衆国の旗       | 91         | 映画プロデューサー、俳優 |
| 5月  | 14日 | キダ・タロー                   | 日本の旗                 | 93         | 作曲家 1996年の教育アニメ映画『PiPiとべないホタル』劇伴音楽を担当 |
| 5月  | 16日 | 中尾彬                         | 日本の旗                 | 81         | 俳優、タレント |
| 5月  | 16日 | 井川徳道                       | 日本の旗                 | 95         | 美術デザイナー。元東映京都撮影所専属 |
| 5月  | 16日 | ダブニー・コールマン           | アメリカ合衆国の旗       | 92         | 俳優 |
| 5月  | 17日 | 梅津秀行                       | 日本の旗                 | 68         | 声優 |
| 5月  | 20日 | 増山江威子                     | 日本の旗                 | 88         | 俳優、声優、ナレーター |
| 5月  | 23日 | モーガン・スパーロック         | アメリカ合衆国の旗       | 53         | 俳優、脚本家、映画監督、映画プロデューサー |
| 5月  | 25日 | リチャード・シャーマン         | アメリカ合衆国の旗       | 95         | 音楽家 『メリー・ポピンズ』などウォルト・ディズニー映画の作品の劇伴音楽を主に担当した |
| 5月  | 25日 | アルバート・S・ラディ          | カナダの旗               | 94         | 映画プロデューサー 『ゴッドファーザー』（1972年）などを手掛ける。 |
| 5月  | 27日 | 今くるよ                       | 日本の旗                 | 76         | 漫才師、タレント 1999年の映画『大阪物語』に出演経歴あり |
| 5月  | 31日 | 本橋由香                       | 日本の旗                 | 46         | 俳優 |
| 5月  | 31日 | 村山庄三                       | 日本の旗                 | 86         | 脚本家 |
| 6月  | 1日  | フィリップ・ルロワ             | フランスの旗             | 93         | 俳優 |
| 6月  | 1日  | エリック・アンダーソン         | アメリカ合衆国の旗       | 67         | 俳優 |
| 6月  | 2日  | アルマンド・シルベストレ       | ／                       | 98         | 俳優、声優 |
| 6月  | 8日  | 山下啓介                       | 日本の旗                 | 83         | 俳優、声優 |
| 6月  | 9日  | 久我美子                       | 日本の旗                 | 93         | 俳優、第1期東宝ニューフェイス |
| 6月  | 11日 | フランソワーズ・アルディ       | フランスの旗             | 80         | シンガーソングライター、歌手 1986年公開の日本映画『道』（東映）の主題歌を歌唱 |
| 6月  | 11日 | トニー・ロ・ビアンコ           | アメリカ合衆国の旗       | 87         | 俳優、元アマチュアボクサー |
| 6月  | 12日 | 二代目桂ざこば                 | 日本の旗                 | 76         | 落語家、タレント 俳優として1994年公開の東映映画『首領を殺った男』などに出演経歴を持つ |
| 6月  | 14日 | 佐々木昭一郎                   | 日本の旗                 | 88         | 演出家、映画監督。元日本放送協会（NHK）ディレクター |
| 6月  | 15日 | PILL                           | 日本の旗                 | 没年齢不明 | ロックドラマー。「狼狂二」名義で成人向け映画に出演した経歴を持つ |
| 6月  | 16日 | 山田昌                         | 日本の旗                 | 93         | 俳優 |
| 6月  | 17日 | 花岡献治                       | 日本の旗                 | 70         | 憂歌団のベーシスト。「ゲゲゲの鬼太郎」の主題歌を担当 |
| 6月  | 18日 | アヌーク・エーメ               | フランスの旗             | 92         | 俳優 |
| 6月  | 18日 | ジェームス・チャンス           | アメリカ合衆国の旗       | 71         | サクソフォーン奏者、作曲家、歌手、ピアニスト アメリカ合衆国映画『Grutzi Elvis』（1979年）のテーマ曲を担当した経歴を持つ                                                                            |
| 6月  | 19日 | 三輪勝恵                       | 日本の旗                 | 80         | 声優、ナレーター |
| 6月  | 20日 | ドナルド・サザーランド         | アメリカ合衆国の旗       | 88         | 俳優 |
| 6月  | 20日 | テイラ・トゥリ                 | アメリカ合衆国の旗       | 56         | 俳優、元大相撲力士（高見州大吉）。 |
| 6月  | 26日 | 松野太紀                       | 日本の旗                 | 56         | 俳優、声優、ナレーター |
| 6月  | 27日 | マーティン・マル               | アメリカ合衆国の旗       | 80         | ミュージシャン、俳優 |
| 6月  | 29日 | 押阪忍                         | 日本の旗                 | 89         | フリーアナウンサー、タレント、実業家 1990年東宝映画『あげまん』に出演経歴を持つ |
| 6月  | 29日 | 梁石日                         | 大韓民国の旗             | 87         | 小説家 2004年松竹配給映画『血と骨』原作者 |
| 7月  | 1日  | ロバート・タウン               | アメリカ合衆国の旗       | 89         | 映画監督、脚本家 |
| 7月  | 1日  | イスマイル・カダレ             | アルバニアの旗           | 88         | 小説家 2001年ブラジル映画『ビハインド・ザ・サン』原作者（原作タイトル『砕かれた四月【Prilli i Thyer】』）                                                                                          |
| 7月  | 2日  | 浜畑賢吉                       | 日本の旗                 | 81         | 俳優 |
| 7月  | 4日  | 赤塚真人                       | 日本の旗                 | 73         | 俳優 |
| 7月  | 5日  | ジョン・ランドー               | アメリカ合衆国の旗       | 63         | 映画プロデューサー |
| 7月  | 5日  | イヴォンヌ・フルノー           | フランスの旗             | 98         | 女優 |
| 7月  | 8日  | 正司照枝                       | 日本の旗                 | 91         | 漫才師、タレント、音曲漫才ユニット「かしまし娘」メンバー。 1966年松竹映画『天下の快男児』、1989年ムービーギャング配給映画『どついたるねん』などの映画出演 経歴を持つ                               |
| 7月  | 9日  | イェジー・シュトゥル           | ポーランドの旗           | 77         | 俳優、映画監督 |
| 7月  | 10日 | 中村靖日                       | 日本の旗                 | 51         | 俳優 |
| 7月  | 10日 | 徳田虎雄                       | 日本の旗                 | 98         | 医師、政治家 1982年東宝映画『飛鳥へ、そしてまだ見ぬ子へ』の製作総指揮を担当した |
| 7月  | 11日 | シェリー・デュヴァル           | アメリカ合衆国の旗       | 75         | 俳優 |
| 7月  | 12日 | 小原乃梨子                     | 日本の旗                 | 88         | 声優、俳優 |
| 7月  | 17日 | チェン・ペイペイ               | /                        | 78         | 女優 |
| 7月  | 18日 | ボブ・ニューハート             | アメリカ合衆国の旗       | 94         | 俳優 |
| 7月  | 19日 | 勝村淳                         | 日本の旗                 | 87         | 俳優、殺陣師 |
| 7月  | 21日 | 湯浅譲二                       | 日本の旗                 | 94         | 作曲家 1965年日活映画『黒い雪』を始め、数々の作品で劇伴音楽を担当 |
| 7月  | 23日 | 片岡静香                       | 日本の旗                 | 77         | 女優 |
| 8月  | 1日  | 四代目桂米丸                   | 日本の旗                 | 99         | 落語家、タレント 1966年の東宝映画『落語野郎 大脱線』を始めとする『落語野郎』シリーズなどに出演経歴あり                                                                                             |
| 8月  | 3日  | 大崎善生                       | 日本の旗                 | 66         | 小説家、将棋記者、編集者 2006年角川ヘラルド映画『アジアンタムブルー』原作者 |
| 8月  | 5日  | パティ・ヤスタケ               | アメリカ合衆国の旗       | 70         | 俳優。 |
| 8月  | 6日  | 稲垣美穂子                     | 日本の旗                 | 86         | 俳優 |
| 8月  | 7日  | マルガレート・メネゴス         | ／                       | 83         | 映画プロデューサー |
| 8月  | 14日 | ジーナ・ローランズ             | アメリカ合衆国の旗       | 94         | 俳優 |
| 8月  | 14日 | 伊藤孝雄                       | 日本の旗                 | 87         | 俳優 |
| 8月  | 17日 | 弓恵子                         | 日本の旗                 | 87         | 俳優 |
| 8月  | 18日 | アラン・ドロン                 | フランスの旗             | 88         | 俳優 |
| 8月  | 19日 | 石川好                         | 日本の旗                 | 77         | ジャーナリスト、ノンフィクション作家 1991年東宝映画『ストロベリーロード』原作者 |
| 8月  | 19日 | 高橋克明                       | 日本の旗                 | 59         | 俳優 |
| 8月  | 20日 | 田中敦子                       | 日本の旗                 | 61         | 声優、ナレーター |
| 8月  | 21日 | ジョン・エイモス               | アメリカ合衆国の旗       | 84         | 俳優 |
| 8月  | 28日 | 宇能鴻一郎                     | 日本の旗                 | 90         | 作家。官能小説で知られ、多くの作品が日活ロマンポルノで映画化された |
| 9月  | 5日  | 二神光                         | 日本の旗                 | 33         | 俳優 |
| 9月  | 6日  | レベッカ・ホーン               | ドイツの旗               | 80         | アーティスト、映画監督 |
| 9月  | 8日  | 渡辺武信                       | 日本の旗                 | 86         | 詩人、映画評論家 『日活アクションの華麗な世界』（未来社）などの映画関連の著作を発表 |
| 9月  | 8日  | 篠原恵美                       | 日本の旗                 | 61         | 声優 |
| 9月  | 9日  | ジェームズ・アール・ジョーンズ | アメリカ合衆国の旗       | 93         | 俳優 |
| 9月  | 11日 | チャド・マックイーン           | アメリカ合衆国の旗       | 63         | 俳優 |
| 9月  | 14日 | 白鳥あかね                     | 日本の旗                 | 92         | 脚本家 |
| 9月  | 16日 | バーバラ・リー・ハント         | イギリスの旗             | 88         | 女優 |
| 9月  | 26日 | ジョン・アシュトン             | アメリカ合衆国の旗       | 76         | 俳優。 |
| 9月  | 27日 | マギー・スミス                 | イギリスの旗             | 89         | 女優 |
| 9月  | 28日 | クリス・クリストファーソン     | アメリカ合衆国の旗       | 88         | 俳優、シンガーソングライター 1976年の映画『スター誕生』でゴールデングローブ賞主演男優賞を獲得 |
| 9月  | 29日 | 大山のぶ代                     | 日本の旗                 | 90         | 俳優、声優、タレント |
| 9月  | 30日 | 山藤章二                       | 日本の旗                 | 87         | イラストレーター 映画『居酒屋兆治』にゲスト出演、クレジットの字も担当 |
| 10月 | 4日  | 服部幸應                       | 日本の旗                 | 78         | 料理評論家、教育者、タレント 2023年の日本映画『お金が足りない。』に出演した経歴を持つ |
| 10月 | 5日  | 白井佳夫                       | 日本の旗                 | 92         | 映画評論家、キネマ旬報元編集長 |
| 10月 | 7日  | 沼田爆                         | 日本の旗                 | 84         | 俳優、タレント |
| 10月 | 14日 | 中川李枝子                     | 日本の旗                 | 89         | 児童作家、作詞家 |
| 10月 | 14日 | 村瀬継蔵                       | 日本の旗                 | 89         | 美術造形家 |
| 10月 | 17日 | ミッツィ・ゲイナー             | アメリカ合衆国の旗       | 93         | 女優、歌手、ダンサー |
| 10月 | 17日 | 西田敏行                       | 日本の旗                 | 76         | 俳優、タレント、歌手、ナレーター |
| 10月 | 21日 | クリスティーヌ・ボワッソン     | フランスの旗             | 68         | 女優 |
| 10月 | 25日 | キム・スミ                     | 大韓民国の旗             | 75         | 俳優 |
| 10月 | 28日 | 楳図かずお                     | 日本の旗                 | 88         | 漫画家、タレント 2014年の映画『マザー』で監督、脚本、出演 |
| 10月 | 28日 | ポール・モリセイ               | アメリカ合衆国の旗       | 86         | 映画監督、脚本家 |
| 10月 | 29日 | テリー・ガー                   | アメリカ合衆国の旗       | 79         | 俳優 |
| 11月 | 2日  | ジョナサン・ヘイズ             | アメリカ合衆国の旗       | 95         | 俳優 |
| 11月 | 2日  | アラン・レイキンズ             | アメリカ合衆国の旗       | 82         | 俳優 |
| 11月 | 3日  | クインシー・ジョーンズ         | アメリカ合衆国の旗       | 91         | 音楽プロデューサー 映画『ファンタジア2000』などに出演。『夜の大捜査線』をはじめ、複数の映画の音楽監督を担当                                                                                        |
| 11月 | 3日  | 西田篤史                       | 日本の旗                 | 68         | ローカルタレント 俳優として2015年タイムリバーピクチャーズ制作映画『シネマの天使』などに出演した経歴を持つ                                                                                          |
| 11月 | 6日  | 喜多道枝                       | 日本の旗                 | 89         | 声優、俳優 |
| 11月 | 6日  | トニー・トッド                 | アメリカ合衆国の旗       | 69         | 俳優 |
| 11月 | 7日  | 神太郎                         | 日本の旗                 | 82         | 俳優、タレント |
| 11月 | 11日 | 山口剛                         | 日本の旗                 | 87         | テレビプロデューサー 1983年松竹映画『俺っちのウェディング』プロデューサーを担当した |
| 11月 | 12日 | ソン・ジェリム                 | 大韓民国の旗             | 39         | 俳優、タレント |
| 11月 | 12日 | 柳沢栄治                       | 日本の旗                 | 57         | 声優 |
| 11月 | 12日 | ティモシー・ウェスト           | イギリスの旗             | 90         | 俳優 |
| 11月 | 13日 | 谷川俊太郎                     | 日本の旗                 | 92         | 詩人、作詩家、脚本家 脚本家として記録映画『東京オリンピック』（1965年）、東宝アニメ映画『火の鳥』（1978年）を手掛け、 作詩家として前記『火の鳥』のイメージソング（歌唱：松崎しげる）などを手掛けた |
| 11月 | 13日 | ダン・ヘネシー                 | カナダの旗               | 83         | 俳優、声優 |
| 11月 | 14日 | 火野正平                       | 日本の旗                 | 75         | 俳優 |
| 11月 | 18日 | 堀絢子                         | 日本の旗                 | 89         | 声優、俳優 |
| 11月 | 18日 | 柏原満                         | 日本の旗                 | 91         | 音響効果技師 |
| 11月 | 19日 | 九世市川團蔵                   | 日本の旗                 | 73         | 歌舞伎役者、俳優 1995年の松竹映画『写楽』に出演経歴を持つ |
| 11月 | 20日 | 桂雀々                         | 日本の旗                 | 64         | 落語家、タレント 俳優として2008年東映映画『しあわせのかおり』などに出演した経歴を持つ |
| 11月 | 23日 | 掛札昌裕                       | 日本の旗                 | 86         | 脚本家 |
| 11月 | 26日 | 森乃阿久太                     | 日本の旗                 | 53         | 落語家、俳優 東映京都撮影所専属俳優として2021年東映映画『科捜研の女 -劇場版-』などに出演した経歴を持つ                                                                                             |
| 11月 | 28日 | 山際永三                       | 日本の旗                 | 92         | 映画監督、演出家 |
| 11月 | 月内 | 近藤洋介                       | 日本の旗                 | 91         | 俳優、声優 |
| 12月 | 2日  | 康芳夫                         | 日本の旗                 | 87         | 国際芸能プロモーター、プロデューサー 2013年ギャガ製作映画『渇き。』などに出演した経歴を持つ |
| 12月 | 2日  | 岡田正代                       | 日本の旗                 | 90         | 脚本家 |
| 12月 | 2日  | 劉家昌                         | 中華民国の旗             | 83         | 脚本家、映画監督、音楽家 |
| 12月 | 3日  | 小中陽太郎                     | 日本の旗                 | 90         | 小説家、社会評論家、翻訳家 1979年にっかつ映画『十八歳、海へ』（監督：藤田敏八）に出演した経歴を持つ                                                                                                |
| 12月 | 4日  | 瓊瑤                           | チャイニーズタイペイの旗 | 86         | 小説家 台湾映画『窗外』原作者 |
| 12月 | 4日  | 丸山ひでみ                     | 日本の旗                 | 66         | 女優 |
| 12月 | 6日  | 中山美穂                       | 日本の旗                 | 54         | 歌手、俳優、タレント |
| 12月 | 9日  | 小倉智昭                       | 日本の旗                 | 77         | フリーアナウンサー 2011年の日本映画『犬とあなたの物語 いぬのえいが』に出演、2004年アメリカのアニメ映画『Mr.インクレディブル』に声優として出演した経歴を持つ                                        |
| 12月 | 11日 | 間宮芳生                       | 日本の旗                 | 95         | 作曲家 1970年開催の日本万国博覧会（大阪府吹田市）の公式記録映画『公式長編記録映画 日本万国博』の音楽を担当した 経歴を持つ                                                                          |
| 12月 | 12日 | マーシャル・ソラール           | フランスの旗             | 97         | 作曲家 ジャン＝リュック・ゴダール監督作品『勝手にしやがれ』（1960年）などの劇伴音楽を手掛けた |
| 12月 | 17日 | マリサ・パレデス               | スペインの旗             | 78         | 女優 |
| 12月 | 20日 | 加茂さくら                     | 日本の旗                 | 87         | ミュージカルアクトレス、女優、タレント |
| 12月 | 21日 | アート・エヴァンス             | アメリカ合衆国の旗       | 82         | 俳優 |
| 12月 | 21日 | 名取幸政                       | 日本の旗                 | 82         | 俳優、声優 |
| 12月 | 23日 | 森田拳次                       | 日本の旗                 | 85         | 漫画家 自らの代表作でもある『ロボタン』が1986年に劇場アニメ版映画として制作・公開された |
| 12月 | 26日 | 蒔田尚昊                       | 日本の旗                 | 89         | 作曲家、編曲家、音楽教育家 「冬木透」の筆名を用いて1974年東宝映画『燃える男 長島茂雄 栄光の背番号3』などの劇伴音楽を担当した                                                                       |
| 12月 | 27日 | オリヴィア・ハッセー           | [ 注 9 ]                 | 73         | 女優 |
| 12月 | 27日 | チャールズ・シャイア           | アメリカ合衆国の旗       | 83         | 脚本家、映画監督、映画プロデューサー |
| 12月 | 29日 | リンダ・ラヴィン               | アメリカ合衆国の旗       | 87         | 女優 |